# Conus aemulator
Espèce
Conus aemulator est une espèce fossile de mollusques gastéropodes marins de la famille des Conidae.

## Taxonomie

### Publication originale
L'espèce Conus aemulator a été décrite pour la première fois en 1911 par les malacologistes américains Amos Peaslee Brown (d) (1864-1917) et Henry Augustus Pilsbry (1862-1957).